# Chonocephalus palposus
Chonocephalus palposus är en tvåvingeart som beskrevs av Schmitz 1928. Chonocephalus palposus ingår i släktet Chonocephalus och familjen puckelflugor. Inga underarter finns listade i Catalogue of Life.